# Чушкин, Павел Иванович
Павел Иванович Чушки́н (6 февраля 1924, Москва — 13 октября 1990, Москва) — советский учёный в области аэродинамики, д.ф.м.н., удостоен премии Президиума АН СССР (1957), премии и золотой медали им. Н. Е. Жуковского (1967), Государственной премии СССР (1975). Кавалер ордена «Знак Почёта» (1967).

## Биография
Павел Иванович Чушкин родился и жил в г. Москве, с отличием окончил в 1948 году Московский авиационный институт. После этого трудился в филиале Центрального института авиационного моторостроения, в Математическом институте АН СССР и в его Отделении прикладной математики. Занимался развитием численных методов аэродинамики и уже в 1952 г. с группой сотрудников проводил в пригороде Киева вычисления на первой в нашей стране ЭВМ МЭСМ.
Со времени основания ВЦ АН СССР в 1955 г. и до последних своих дней П. И. Чушкин связал свою судьбу с этим научным учреждением, где им написано и опубликовано более 100 научных работ (не считая тезисов конференций и популярных статей). Кандидат наук (1957), докторская диссертация защищена в 1970 году.
Был избран в состав Национального комитета СССР по теоретической и прикладной механике.

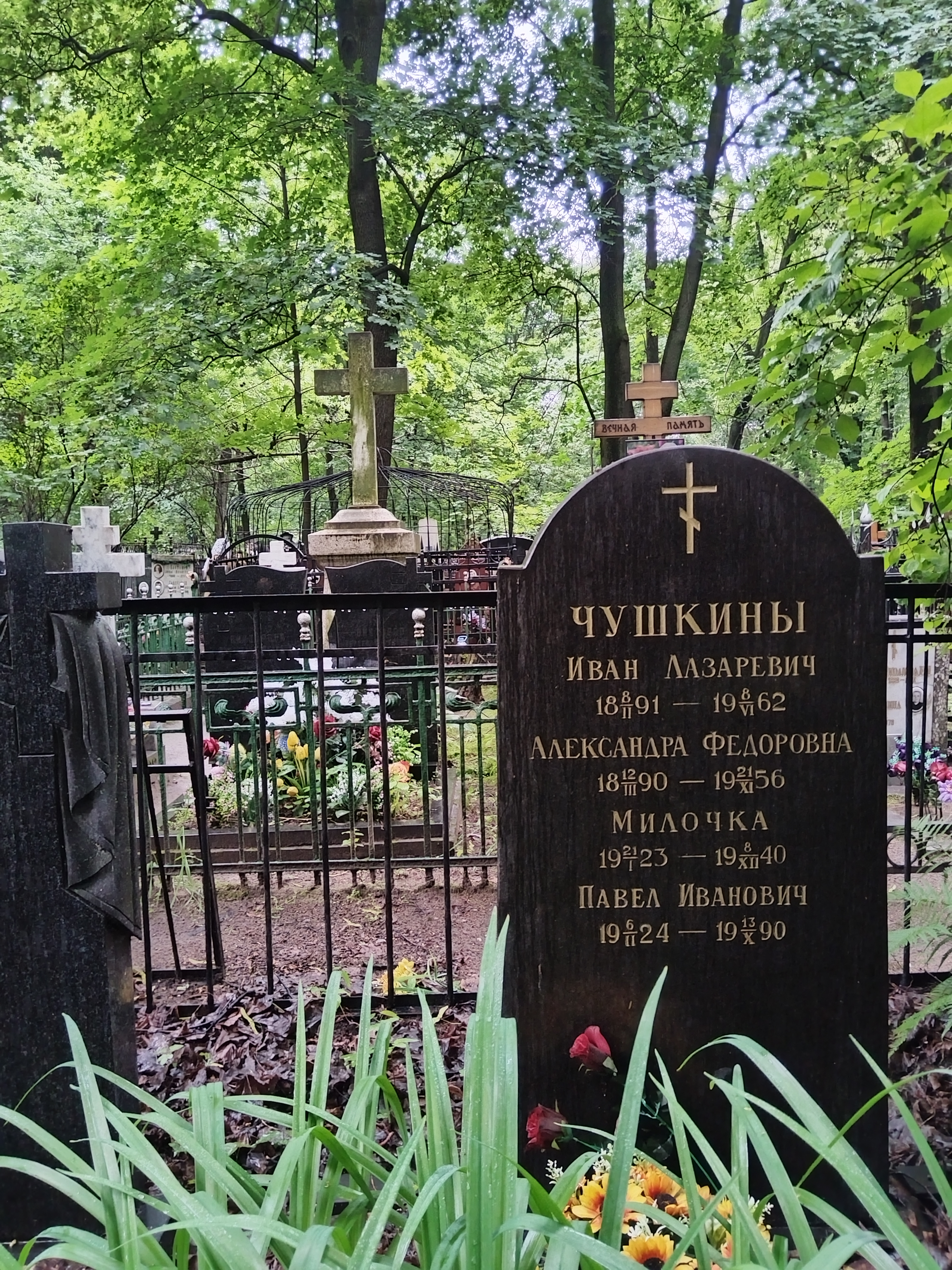
Могила П. И. Чушкина на Ваганьковском кладбище

Похоронен в Москве, на Ваганьковском кладбище в родственной могиле на участке 20.

## Основные направления научного поиска
Научные труды Павла Ивановича Чушкина естественно объединяются в несколько крупных направлений:
- разработку численного метода интегральных соотношений для расчёта дозвуковых, трансзвуковых и сверхзвуковых течений газа,
- создание экономичного метода характеристик для расчёта пространственных потоков газа с равновесными и неравновесными физико-химическими процессами,
- работы по магнитной гидродинамике,
- развитие численного подхода к изучению точечного взрыва в газе,
- построение газодинамической модели полёта и взрыва метеорных тел в атмосфере, определение ранее неизвестных параметров Тунгусского космического тела и траектории его полёта,
- численное моделирование обтекания и разрушения космических объектов при определяющей роли переноса лучистой энергии,
- исследование движения в атмосфере Земли ряда известных метеорных тел.

## Из библиографии
Среди наиболее важных трудов П. И. Чушкина его сотрудники по ВЦ РАН отмечают следующие:
По методу интегральных соотношений:
1. Чушкин П. И. Обтекание эллипсов и эллипсоидов дозвуковым потоком газа // М.: ВЦ АН СССР, 1957. № 2. С. 20-44.
2. Чушкин П. И. Обтекание эллипсов потоком газа со скоростью звука // ДАН СССР. 1957. Т. 113. № 3. С. 517—519.
3. Чушкин П. И. Расчёт некоторых околозвуковых потенциальных течений газа. Дисс. на соискание учёной степени кандидата физ.—матем. наук. М.: ВЦ АН СССР, 1957. 86 с.
4. Кацкова О. Н., Чушкин П. И., Шмыглевский Ю. Д. Некоторые задачи газовой динамики // Конф. «Пути развития советского математического машиностроения и приборостроения». М.: 1958. 4.3. С. 106—114.
5. Чушкин П. И., Шулишнина Н. П. Таблицы сверхзвукового течения около затупленных конусов. М.: ВЦ АН СССР, 1962. 92 с.
6. Кацкова О. Н., Чушкин П. И. Течение проводящего газа в сверхзвуковом сопле // Магнитная гидродинамика. 1966. № 4. С. 11-18.
7. Чушкин П. И. Отошедшая ударная волна перед клином или конусом // Ж. вычисл. матем. и матем. физ. 1974. Т. 14. № 6. С. 1600—1605.

По разработке интерполяционно-характеристического метода для расчёта пространственных сверхзвуковых равновесных и неравновесных течений газа.
1. Чушкин П. И. Исследование обтекания затупленных тел вращения при гиперзвуковой скорости // Ж. вычисл. матем. и матем. физ. 1962. Т. 2. № 2. С. 255—277.
2. Коробейников В. П., Чушкин П. И. Метод расчёта точечного взрыва в газах // ДАН СССР. 1964. Т. 154. № 3. С. 549—552.
3. Кацкова О. Н., Чушкин П. И. Трёхмерное сверхзвуковое равновесное течение газа около тел под углом атаки // Ж. вычисл. матем. и матем. физ. 1965. Т. 5. № 3. С. 503—518.
4. Кацкова О. Н., Чушкин П. И. Пространственное сверхзвуковое обтекание тел // Fluid Dynamics Transactions. Warszawa: PAN, 1967. № 3. P. 515—533.

По математическому моделированию взаимодействия больших метеорных тел, и прежде всего знаменитого Тунгусского метеорита, с атмосферой Земли.
1. Чушкин П. И. Об одной расчётной схеме для течения за отошедшей ударной волной // Числ. методы механики сплошной среды. Новосибирск: СО АН СССР, 1976. Т. 7. № 6. С. 153—160.
2. Коробейников В. П., Чушкин П. И., Шуршалов Л. В. Моделирование и расчёт взрыва Тунгусского метеорита // Взаимодействие метеорного вещества с Землёй. Новосибирск: Наука, 1980. С. 115—138.
3. Коробейников В. П., Чушкин П. И., Шуршалов Л. В. Численное моделирование полёта и взрыва естественных космических тел // Проблемы прикладной математики и информатики. М.: Наука, 1987. С ЗЗ-47.

…все эти исследования доведены до примеров расчётов, таблиц или до получения искомых численных параметров изучаемых явлений. Неизменная новизна и результативность этих работ привлекали многочисленных научных работников к их изучению и продолжению.
— Белоцерковский О. М., Дородницын А. А., Шмыглевский Ю. Д. Предисловие к сборнику «П. И. Чушкин. Избранные статьи по вычислительной газовой динамике. Ч. I, II. Отв. ред. Ю. Д. Шмыглевский. М.: ВЦ РАН, 1993».
Павел Иванович внёс посильный вклад и в сохранение памяти о выдающемся учёном и основателе ВЦ РАН, акад. А. А. Дородницыне:
- Белоцерковский О. М., Кибель И. А., Моисеев Н. Н., Христианович С. А., Чушкин П. И., Шмыглевский Ю. Д. Анатолий Алексеевич Дородницын (к пятидесятилетию со дня рождения) // УМН, 16:2(98) (1961), С. 189—196.
- Чушкин П.И. Академик Анатолий Алексеевич Дородницын. К 80-летию со дня рождения. / Гл. ред. д.ф.м.н. Ю.Г. Евтушенко, отв. ред. канд. мед. наук В.В. Дородницына. М.: ВЦ АН СССР, 1990 г. 41 с.

## Переводы
Как и многие научные сотрудники ведущих научных учреждений АН СССР, П.И. Чушкин участвовал в выполнении профессиональных переводов на русский язык книг по своей и близким специальностям. В том числе.
- Милн-Томсон, Л. М. Теоретическая гидродинамика = Theoretical Hydrodynamics / L. M. Milne-Thomson / Л. М. Милн-Томсон ; пер. с англ. А. А. Петрова, Я. И. Секерж-Зеньковича, П. И. Чушкина ; под ред. Н. Н. Моисеева.  - Москва : Мир, 1964. - 355 с. - Предм. указ.: с. 638-643.

## Научно-организаторская деятельность
Павел Иванович Чушкин много лет успешно работал учёным секретарём специализированного совета по защите докторских диссертаций при Вычислительном центре АН СССР, был членом совета при Институте прикладной математики АН СССР, Координационного комитета по вычислительной технике АН СССР и Национального комитета СССР по теоретической и прикладной механике. При его деятельном участии были устроены и успешно проведены первые советско-японские симпозиумы по вычислительной гидродинамике, а также ряд других международных научных мероприятий.

## Награды и признание
Научные достижения Павла Ивановича Чушкина широко известны аэродинамикам во многих странах мира и получили заслуженное признание. В 1957 г. П. И. Чушкин был удостоен премии Президиума АН СССР, в 1967 г. ордена Знак Почёта и в том же году — премии и золотой медали им. Н. Е. Жуковского, в 1975 г. — Государственной премии СССР (совместно с В. П. Коробейниковым и др.).

## Память
В 1993 г. в ВЦ РАН издан сборник избранных трудов Павла Ивановича за 1957—1991 гг. «П. И. Чушкин. Избранные статьи по вычислительной газовой динамике. Ч. I, II. Ответственный редактор Ю. Д. Шмыглевский. М.: ВЦ РАН, 1993)», а на портале ВЦ РАН создана страница, посвящённая памяти учёного.